# Drzwi w podłodze
Drzwi w podłodze (ang. The Door in the Floor) – amerykański film dramatyczny z 2004 roku w reżyserii Toda Williamsa, powstały na podstawie powieści Jednoroczna wdowa z 1998 roku autorstwa Johna Irvinga. Wyprodukowany przez wytwórnię Focus Features. Główne role w filmie zagrali Jeff Bridges, Kim Basinger i Jon Foster.
Premiera filmu odbyła się 14 lipca 2004 w Stanach Zjednoczonych. Osiem miesięcy później, 18 marca 2005, obraz trafił do kin na terenie Polski.

## Fabuła
Ted (Jeff Bridges), autor książek dla dzieci i jego żona Marion (Kim Basinger) byli kiedyś szczęśliwym małżeństwem. Kilka lat temu w wypadku zginęli ich dwaj synowie. Od tej pory Marion cierpi na depresję, natomiast Ted ucieka w alkohol i romanse. Życie pary odmienia nowy asystent pisarza, Eddie (Jon Foster).

## Obsada
- Jeff Bridges jako Ted Cole
- Kim Basinger jako Marion Cole
- Jon Foster jako Eddie
- Bijou Phillips jako Alice
- Elle Fanning jako Ruth Cole
- Mimi Rogers jako Evelyn Vaughn
- Donna Murphy jako właścicielka sklepu z ramkami
- John Rothman jako Minty O’Hare
- Harvey Loomis jako doktor Loimis

## Odbiór

### Krytyka
Film Drzwi w podłodze spotkał się z pozytywną reakcją krytyków. W serwisie Rotten Tomatoes 67% ze stu czterdziestu dwóch recenzji filmu jest pozytywne (średnia ocen wyniosła 6,5 na 10). Na portalu Metacritic średnia ocen z 38 recenzji wyniosła 67 punktów na 100.

### Nagrody i nominacje
| Rok  | Miejsce                        | Nagroda            | Kategoria            | Odbiorcy i nominowani | Wynik     |
| ---- | ------------------------------ | ------------------ | -------------------- | --------------------- | --------- |
| 2005 | Independent Spirit Awards 2005 | Independent Spirit | Najlepszy aktor      | Jeff Bridges          | nominacja |
| 2005 | Independent Spirit Awards 2005 | Independent Spirit | Najlepszy scenariusz | Tod Williams          | nominacja |